# Trédias
Cet article possède un paronyme, voir Tredia.
Trédias [tʁedja]  est une commune française située dans le département des Côtes-d'Armor, en région Bretagne.

## Géographie
Trédias fait partie de l'arrondissement de Dinan, le chef-lieu du département étant Saint-Brieuc.
Le territoire de Trédias est constitué d'un bourg autour duquel se trouvent des lieux-dits. On peut citer : Kermehen, la Nouette, la Marche, l'Hôtellerie, le Douet-Robert, Launidel, la Bouyère, Ville-Jouy, le Bignon, la Sauvagère, Dinannetz, la Chapelle-Fougeraye, Fredsac.

### Localisation
| Mégrit  |         | Languédias      |
|         | Trédias |                 |
| Trémeur | Broons  | Yvignac-la-Tour |

### Hydrographie
Pour un article plus général, voir Réseau hydrographique des Côtes-d'Armor.
La commune est située dans le bassin Loire-Bretagne. Elle est drainée par la Rosette, le Mirbel et le Pont Renault,,.
La Rosette, d'une longueur de 31 km, prend sa source dans la commune de Éréac et se jette  dans l'Arguenon à Jugon-les-Lacs, après avoir traversé huit communes.  Les caractéristiques hydrologiques de la Rosette sont données par la station hydrologique située sur la commune de Mégrit. Le débit moyen mensuel est de 0,743 m3/s. Le débit moyen journalier maximum est de 18,5 m3/s, atteint lors de la crue du 7 février 2014. Le débit instantané maximal est quant à lui de 23,2 m3/s, atteint le même jour.
Un plan d'eau complète le réseau hydrographique : l'étang de Rochérel (2,35 ha),.

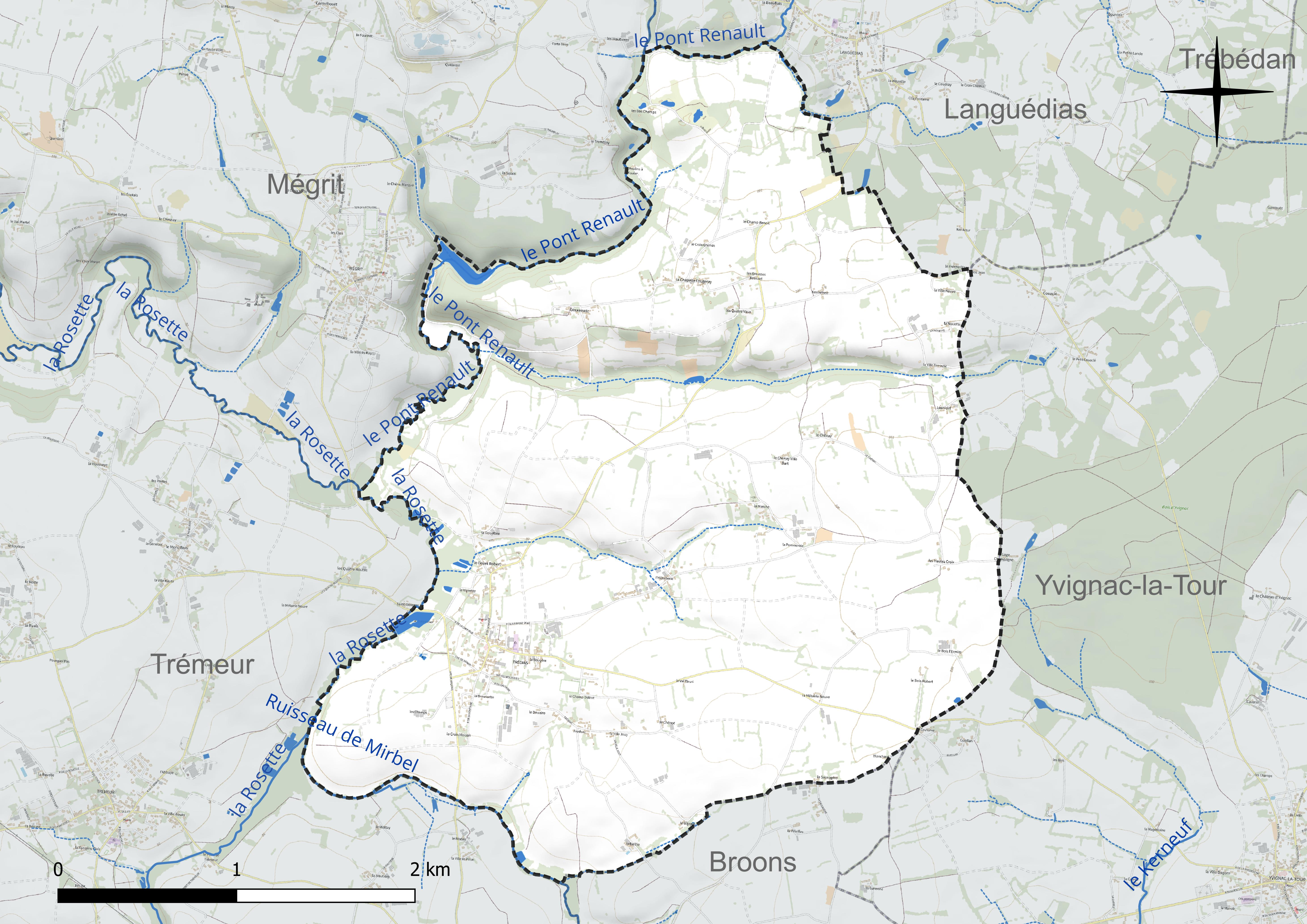
Réseau hydrographique de Trédias.

### Climat
Pour des articles plus généraux, voir Climat de la Bretagne et Climat des Côtes-d'Armor.
En 2010, le climat de la commune est de type climat océanique franc, selon une étude du CNRS s'appuyant sur une série de données couvrant la période 1971-2000. En 2020, Météo-France publie une typologie des climats de la France métropolitaine dans laquelle la commune est exposée à un climat océanique et est dans la région climatique  Bretagne orientale et méridionale, Pays nantais, Vendée, caractérisée par une faible pluviométrie en été et une bonne insolation. Parallèlement l'observatoire de l'environnement en Bretagne publie en 2020 un zonage climatique de la région Bretagne, s'appuyant sur des données de Météo-France de 2009. La commune est, selon ce zonage, dans la zone « Intérieur », exposée à un climat médian, à dominante océanique.  
Pour la période 1971-2000, la température annuelle moyenne est de 11,3 °C, avec une amplitude thermique annuelle de 11,9 °C. Le cumul annuel moyen de précipitations est de 714 mm, avec 12,1 jours de précipitations en janvier et 6,5 jours en juillet. Pour la période 1991-2020, la température moyenne annuelle observée sur la station météorologique la plus proche, située sur la commune du Quiou à 17 km à vol d'oiseau, est de 11,6 °C et le cumul annuel moyen de précipitations est de 757,4 mm,. Pour l'avenir, les paramètres climatiques de la commune estimés pour 2050 selon différents scénarios d'émission de gaz à effet de serre sont consultables sur un site dédié publié par Météo-France en novembre 2022.

## Urbanisme

### Typologie
Au 1er janvier 2024, Trédias est catégorisée commune rurale à habitat dispersé, selon la nouvelle grille communale de densité à 7 niveaux définie par l'Insee en 2022.
Elle est située hors unité urbaine et hors attraction des villes,.

### Occupation des sols
L'occupation des sols de la commune, telle qu'elle ressort de la base de données européenne d’occupation biophysique des sols Corine Land Cover (CLC), est marquée par l'importance des territoires agricoles (90,6 % en 2018), une proportion sensiblement équivalente à celle de 1990 (90,3 %). La répartition détaillée en 2018 est la suivante : 
terres arables (62,5 %), prairies (15,6 %), zones agricoles hétérogènes (12,6 %), forêts (6,2 %), zones urbanisées (3,2 %). L'évolution de l’occupation des sols de la commune et de ses infrastructures peut être observée sur les différentes représentations cartographiques du territoire : la carte de Cassini (XVIIIe siècle), la carte d'état-major (1820-1866) et les cartes ou photos aériennes de l'IGN pour la période actuelle (1950 à aujourd'hui).

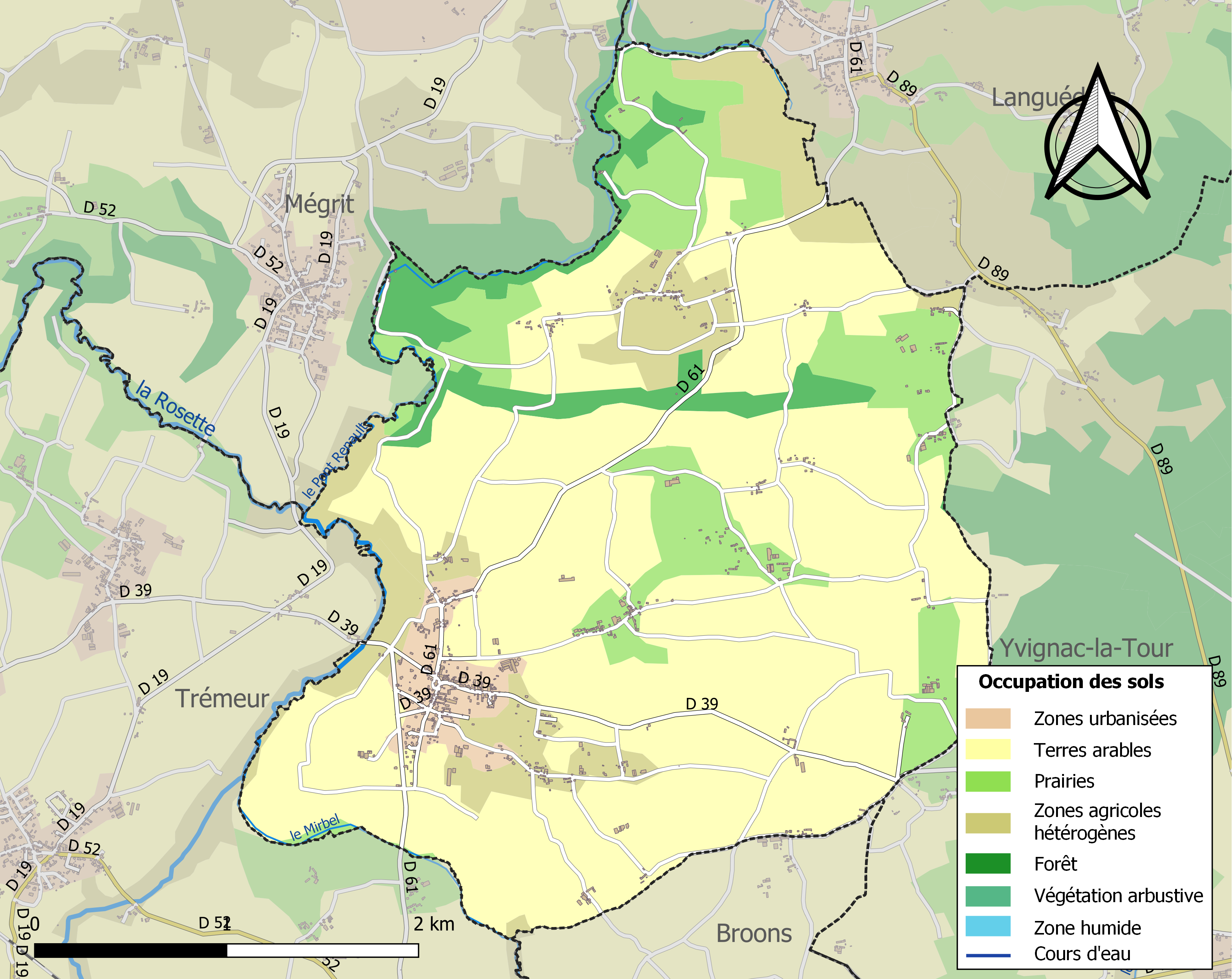
Carte des infrastructures et de l'occupation des sols de la commune en 2018 (CLC).

## Toponymie
Le nom de la localité est attesté sous les formes Trediarn en 1148, Tredyas en 1249, Tredriam vers 1330, Trediem en 1354, Tredias en 1365, Trediar au XVe siècle, Tredias en 1490.
Trédias vient du breton treb (village) et tiarn, variante de tiern (chef).

## Histoire

### Le Moyen Âge
Sous l'Ancien Régime, la paroisse constituait une entité territoriale, religieuse et administrative. La paroisse de Trédias était inscrite dans le diocèse de Saint-Malo.

### La Révolution française
La loi du 14 décembre 1789 portant sur la création des communes modifie ce schéma : d'un point de vue administratif, Trédias cesse d'être une paroisse pour devenir une commune qui élit sa première municipalité dans les tout premiers jours de janvier 1790.

### LeXIXesiècle
Par ordonnance du 23 juin 1819, la commune de Sainte-Urielle est rattachée à Trédias. À partir de 1793, Trédias est inscrit dans le canton de Mégrit, puis il intégrera celui de Broons en 1801.

### LeXXesiècle

#### Les guerres duXXesiècle
Le monument aux morts porte les noms des 57 soldats morts pour la Patrie :
- 53 sont morts durant la Première Guerre mondiale ;
- 4 sont morts durant la Seconde Guerre mondiale.

## Héraldique
| Blason de Trédias | Blason  | De gueules à la croix d'argent cantonnée de quatre croissants du même. |
| Blason de Trédias | Détails | Le statut officiel du blason reste à déterminer.                       |

## Politique et administration
| Période                                  | Période      | Identité               | Étiquette | Qualité                                                                                             |
| ---------------------------------------- | ------------ | ---------------------- | --------- | --------------------------------------------------------------------------------------------------- |
| Les données manquantes sont à compléter. |              |                        |           | |
| avant 1960                               | mars 1983    | Victor Crespel         | PS        | |
| mars 1983                                | juin 1995    | Serge Davy             |           | Libraire à Dinan                                                                                    |
| juin 1995                                | 5 avril 2014 | Jérôme Le Breton       | DVG       | Professeur de technologie en collège Président de la CC du Pays de Du Guesclin (1995 → 2008)        |
| 5 avril 2014                             | 26 mai 2020  | Marie-Pierrette Poilvé | DVG       | Infirmière-puéricultrice retraitée 6e vice-présidente de la CC du Pays de Du Guesclin (2014 → 2016) |
| 26 mai 2020                              | En cours     | Renaud Le Berre        | DVG       | Infirmier                                                                                           |

Appartenant à la communauté de communes du Pays de Du Guesclin jusqu'au 31 décembre 2016, Trédias est rattachée depuis le 1er janvier 2017 à la communauté de communes de Lamballe Terre et Mer.

## Démographie
L'évolution du nombre d'habitants est connue à travers les recensements de la population effectués dans la commune depuis 1793. Pour les communes de moins de 10 000 habitants, une enquête de recensement portant sur toute la population est réalisée tous les cinq ans, les populations de référence des années intermédiaires étant quant à elles estimées par interpolation ou extrapolation. Pour la commune, le premier recensement exhaustif entrant dans le cadre du nouveau dispositif a été réalisé en 2004.

En 2022, la commune comptait 504 habitants, en évolution de +4,56 % par rapport à 2016 (Côtes-d'Armor : +1,78 %, France hors Mayotte : +2,11 %).
| 1793 | 1800 | 1806 | 1821 | 1831 | 1836 | 1841 | 1846 | 1851 |
| ---- | ---- | ---- | ---- | ---- | ---- | ---- | ---- | ---- |
| 275  | 300  | 341  | 666  | 717  | 717  | 694  | 743  | 731  |

| 1856 | 1861 | 1866 | 1872 | 1876 | 1881 | 1886 | 1891 | 1896 |
| ---- | ---- | ---- | ---- | ---- | ---- | ---- | ---- | ---- |
| 612  | 691  | 704  | 726  | 790  | 779  | 820  | 816  | 824  |

| 1901 | 1906 | 1911 | 1921 | 1926 | 1931 | 1936 | 1946 | 1954 |
| ---- | ---- | ---- | ---- | ---- | ---- | ---- | ---- | ---- |
| 813  | 805  | 817  | 735  | 703  | 684  | 656  | 615  | 605  |

| 1962 | 1968 | 1975 | 1982 | 1990 | 1999 | 2004 | 2006 | 2009 |
| ---- | ---- | ---- | ---- | ---- | ---- | ---- | ---- | ---- |
| 560  | 544  | 532  | 510  | 478  | 442  | 450  | 449  | 502  |

| 2014 | 2019 | 2022 | - | - | - | - | - | - |
| ---- | ---- | ---- | - | - | - | - | - | - |
| 491  | 495  | 504  | - | - | - | - | - | - |

## Sports
Le club Trédias-sports évolue en championnat départemental et dispute ses rencontres sur le terrain municipal de la commune.

## Lieux et monuments

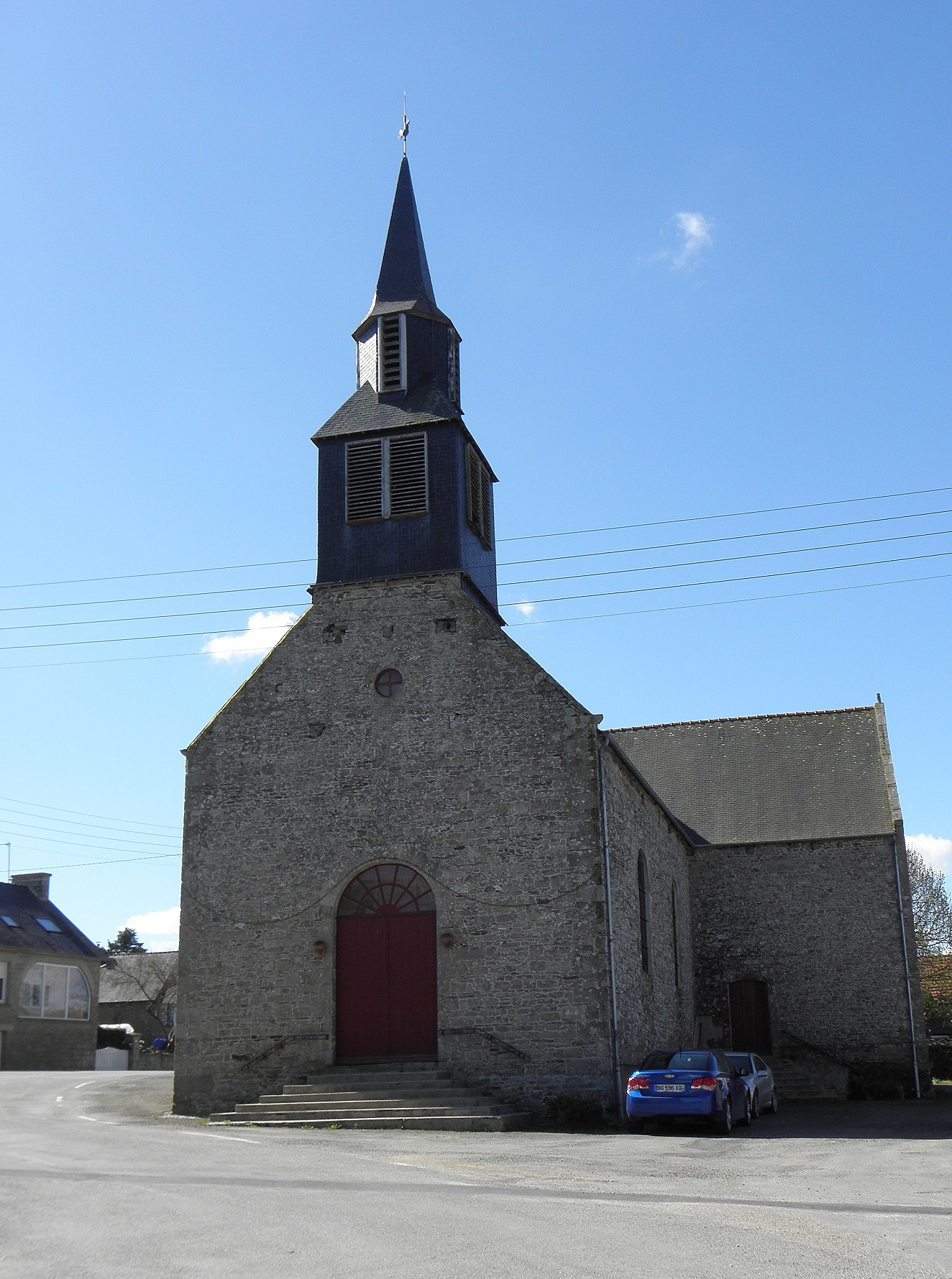
L'église paroissiale Saint-Pierre.

- Église Saint-Pierre[28] (voir : Fonts baptismaux de Trédias).